# Asota reducta
Asota reducta är en fjärilsart som beskrevs av Rothschild 1897. Asota reducta ingår i släktet Asota och familjen nattflyn. Inga underarter finns listade i Catalogue of Life.